# Huélago
Huélago è un comune spagnolo di 492 abitanti situato nella comunità autonoma dell'Andalusia.